# Carpophage de Stalker
Gymnophaps stalkeri
Espèce
Statut de conservation UICN

 LC  : Préoccupation mineure
Le Carpophage de Stalker (Gymnophaps stalkeri) est une espèce d'oiseaux de la famille des Columbidae. Elle était et est encore parfois considérée comme une sous-espèce du Carpophage mada (G. mada).

## Répartition
Cet oiseau est endémique de Céram.